# Opsophasiopteryx mima
Opsophasiopteryx mima là một loài ruồi trong họ Tachinidae.